# Berlin–Cottbus–Berlin 1949
Berlin–Cottbus–Berlin 1949 war die 34. Austragung des traditionsreichen Straßenradrennens Berlin–Cottbus–Berlin von Berlin in den Spreewald nach Cottbus und zurück nach Berlin. Ausgetragen wurde das Eintagesrennen am 24. April für die Fahrer aller Altersklassen des Deutschen Radsportverbandes der DDR mit unterschiedlichen Streckenlängen. Die Fahrer der Klassen A und B fuhren auf einer Strecke mit der Länge von 260 Kilometern, die Klassen C und D mussten 200 Kilometer bestreiten. Das Rennen fand bei guten Wetterbedingungen statt.

## Rennverlauf
Die 17 Fahrer der Klasse B erhielten eine Vorgabe von sechs Minuten. Durch eine geschlossene Bahnschranke und eine Fehlleitung der Fahrer der Klasse A konnten diese die Vorgabe nicht mehr aufholen. Am Wendepunkte in Cottbus waren noch 14 Fahrer der Klasse B an der Spitze. Am Funkerberg in Königs Wusterhausen setzten sich vier Fahrer ab. Den Sprint aus der Spitzengruppe eröffnete Alfred Kutza 300 Meter vor dem Ziel und gewann sicher. Bester Fahrer der Klasse A wurde Jakob Kropp aus Aachen als Fünfter. Von den Fahrern aus der Nationalmannschaft der DDR wurde Kurt Plitt als bester Fahrer als 12. klassiert.
|     | Fahrer            | Ort                 | Zeit (h) |
| --- | ----------------- | ------------------- | -------- |
| 01. | Alfred Kutza      | Grün Weiß Berlin    | 7:14:35  |
| 02. | Harry Baschke     | Nrvg Luisenstadt    | 7:14:35  |
| 03. | Günther Bräunlich | RV Friedrichshain   | 7:14:35  |
| 04. | Hans Weiß         | Berlin              | 7:14:35  |
| 05. | Jakob Kropp       | RSC Zugvogel Aachen | 7:20:46  |
| 06. | Adolf Jungheim    | RSC Zugvogel Aachen | 7:20:46  |
| 0 … |                   |                     |          |